# Knautie des champs
Knautia arvensis
Espèce
Classification phylogénétique
Statut de conservation UICN

 LC  : Préoccupation mineure
Knautia arvensis, la Knautie des champs ou Scabieuse des champs, est une espèce de plante herbacée vivace de la famille des Caprifoliaceae originaire d'Europe et d'Asie tempérée.

## Dénominations en français
Knautia arvensis est nommée en français par ses noms vulgarisés et normalisés « Knautie des champs,,, », « Scabieuse des champs,, » et « Knautie de Timeroy ». Elle porte également les noms vernaculaires « Langue-de-vache, », « Oreille-d'âne, », « Oreille-de-lièvre » et  « Langue de serpent ».

## Description

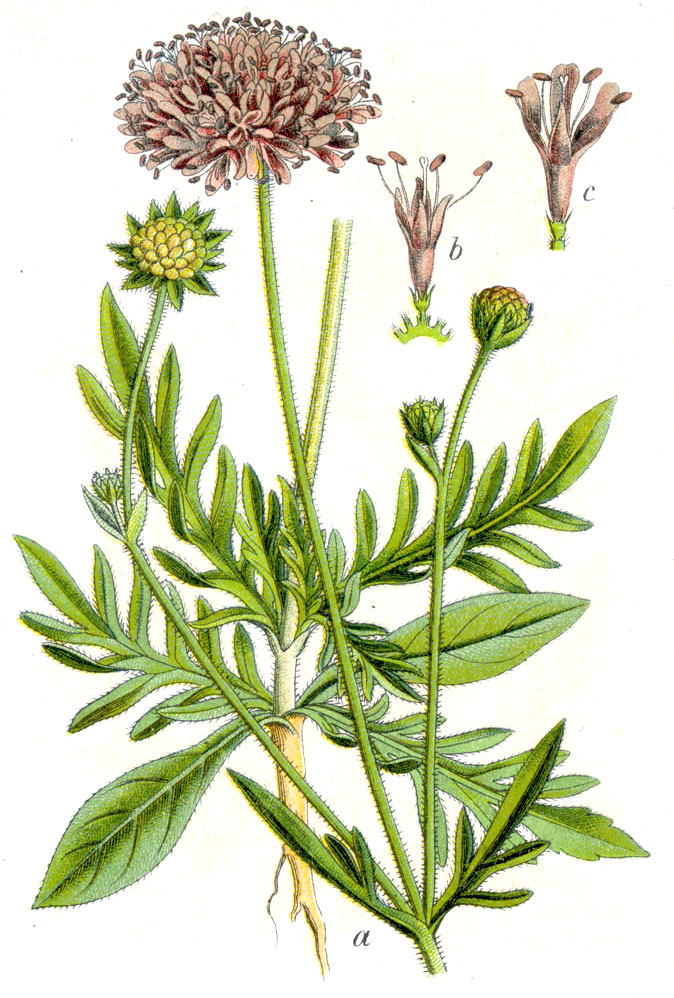
Knautia arvensis, illustration botanique de Johann Georg Sturm (1796)

La Knautie des champs est une plante vivace vert grisâtre entièrement velue, mesurant de 30 à 60 cm et dépassant parfois le mètre. Ses racines sont profondes et forment rapidement une grosse touffe. Ses feuilles, généralement bien développées, sont gris vert, opposées et polymorphes ; les basales sont simples, pétiolées, dentées ou pennatifides et leurs lobes sont largement lancéolés à linéaires voire aigus ; les caulinaires sont entières ou dentées mais jamais divisées. Ses fleurs sont portées par de longs pédoncules aux poils longs mélangés à un duvet crépu. Elles forment un capitule rayonnant de 1,5 à 3 cm de diamètre, de couleur froide mauve bleu ou lilas, entouré d'un involucre à folioles lancéolées plus courtes que les pétales extérieurs, d'un réceptacle hémisphérique hérissé de soies et d'un calice terminé par huit arêtes dressées. Chaque plante produit de 3 à 9 capitules. Le fruit est un akène velu et hérissé entouré d'un calicule adhérent et persistant,,.
En réunissant dans un même bouquet plusieurs dizaines de petites fleurs, la scabieuse des champs a forgé une sorte de super-fleur. Dans cette société hiérarchisée, les fleurs de la périphérie montrent une corolle bien développée tandis que celles du centre sont de vraies naines. Le travail des premières est d'attirer les insectes. Les secondes assurent la formation des graines. L'ensemble se nomme le capitule.

Knautia arvensis, la Knautie des champs
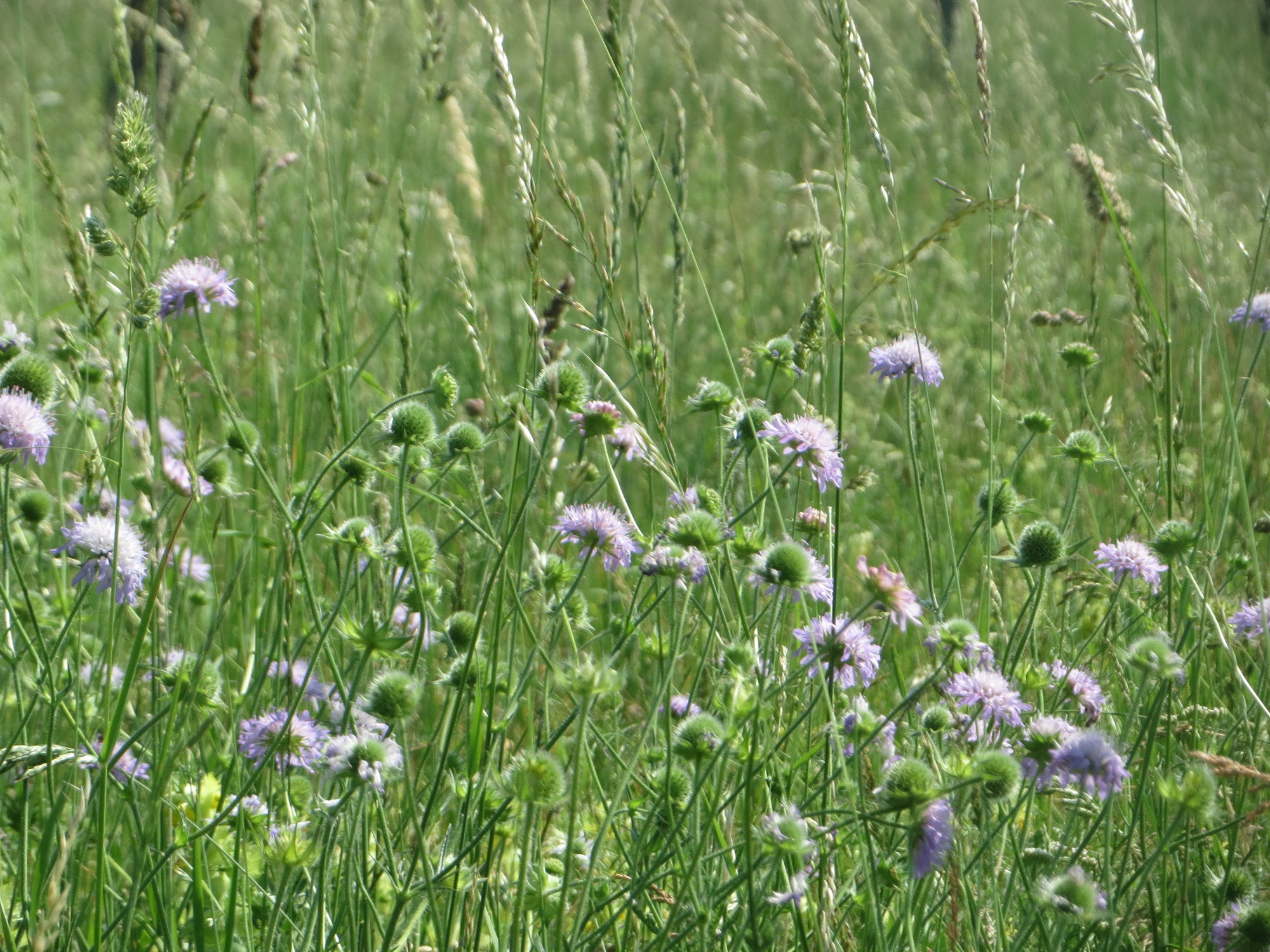
Habitus
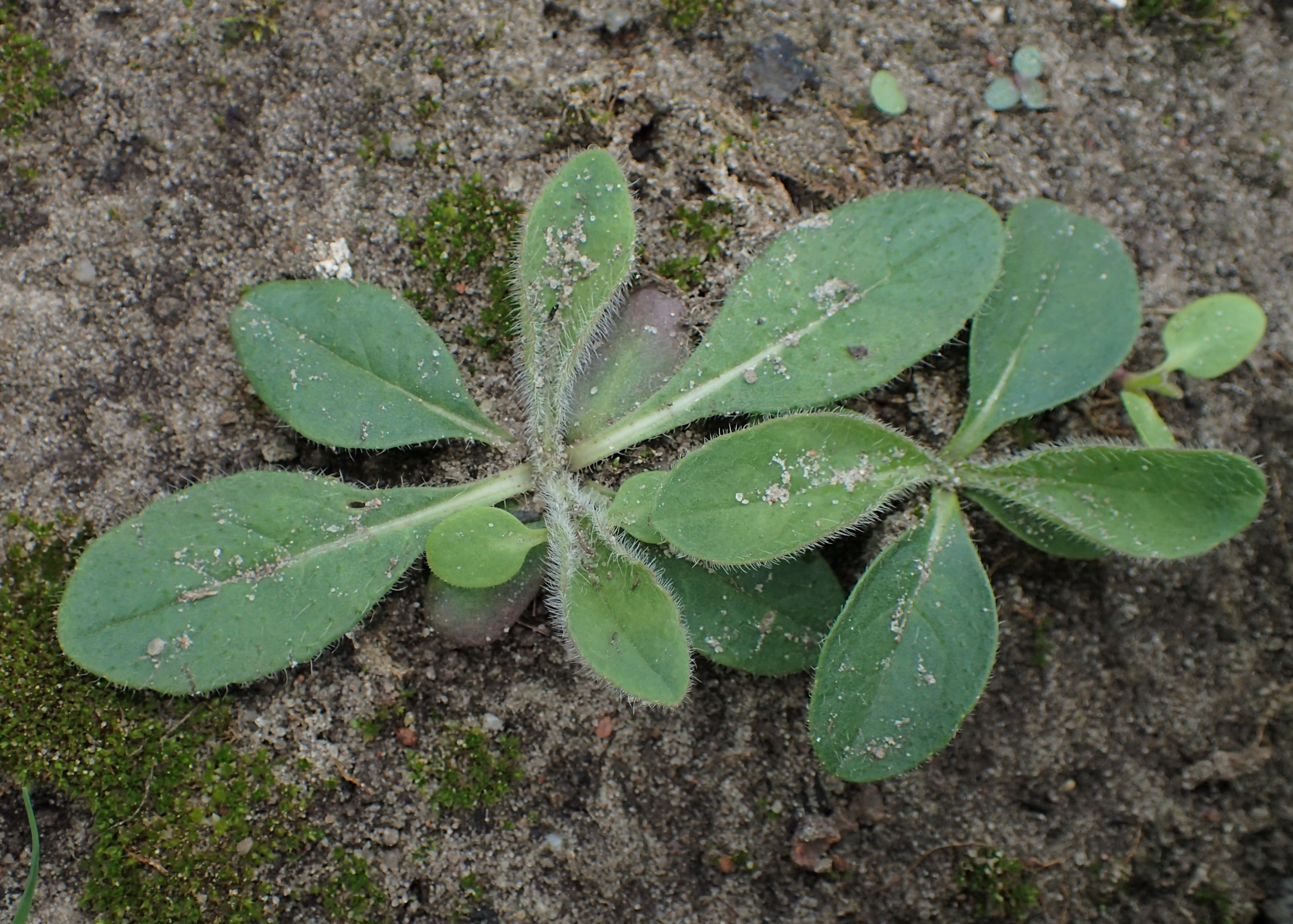
Jeunes plants.
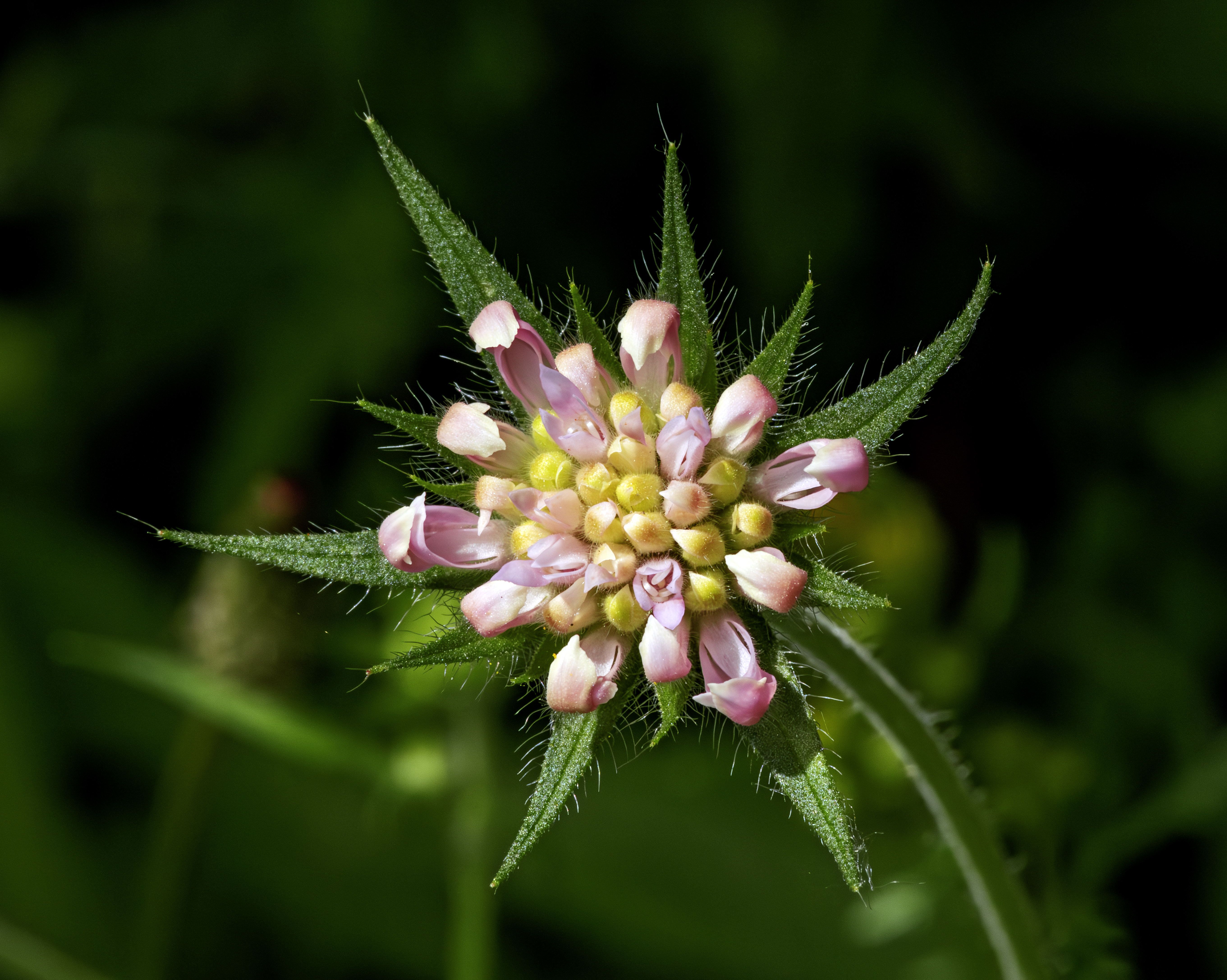
Inflorescence immature MHNT
Infrutescence immature MHNT
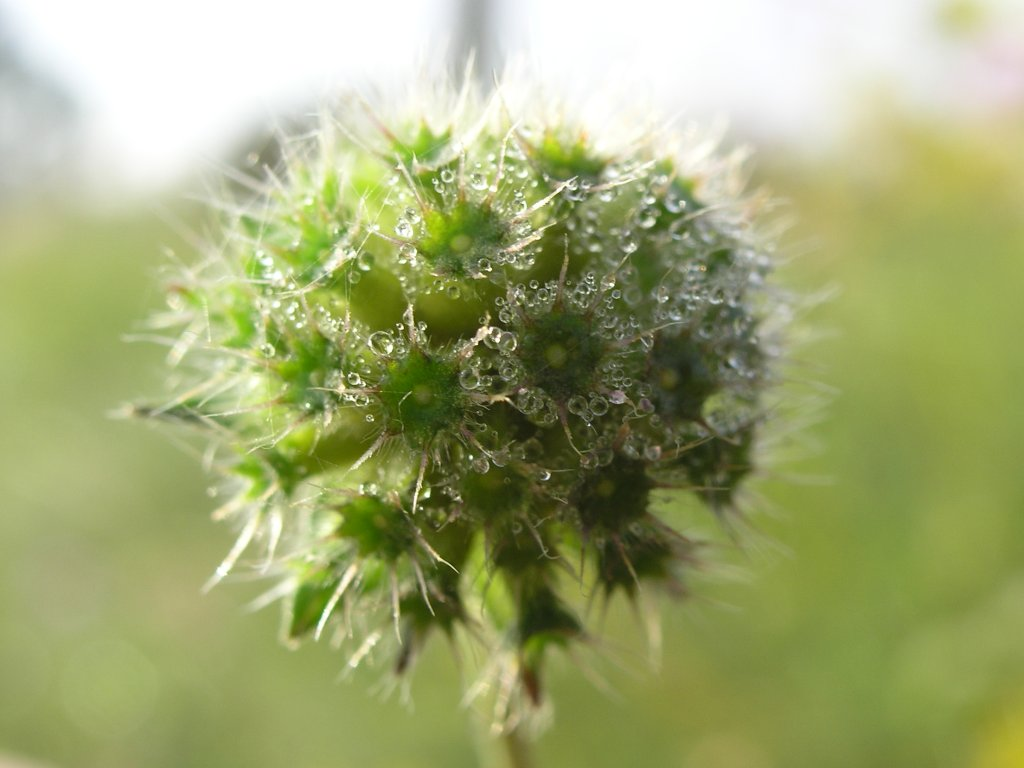
Fructification.
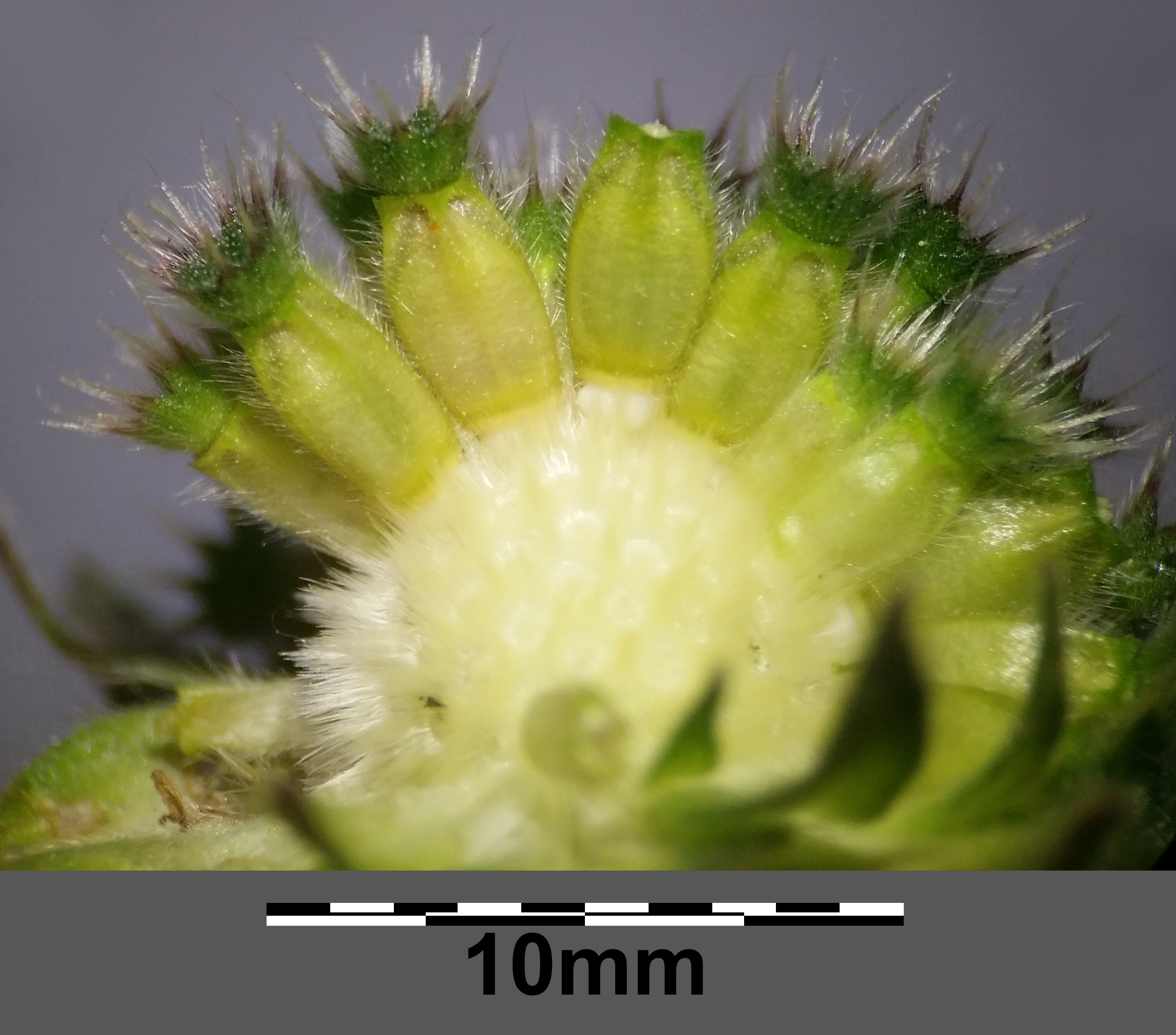
Fruits

## Écologie et répartition

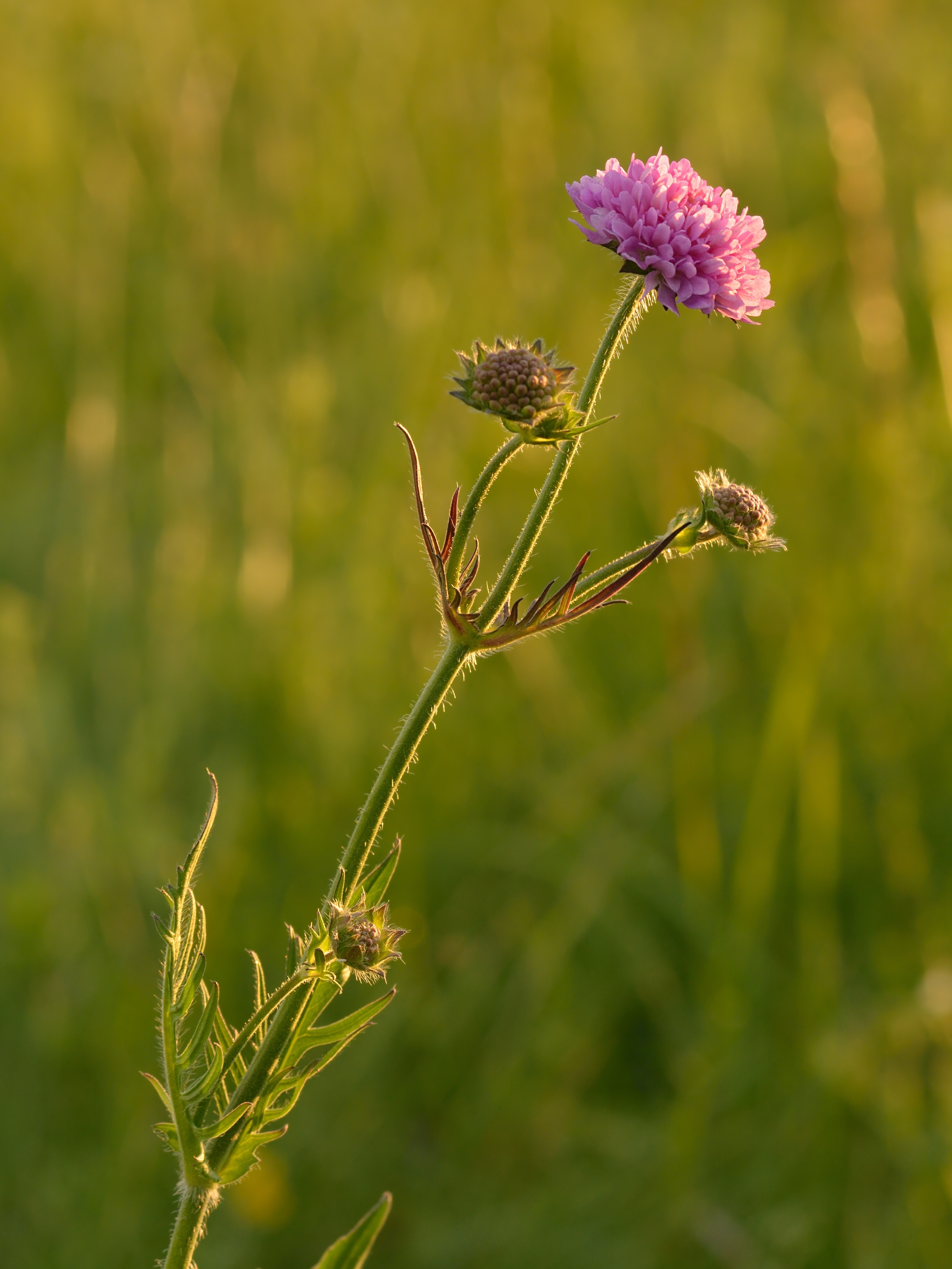
Spécimen de la scabieuse des champs (Knautia arvensis), à Keila, dans le nord-ouest de l'Estonie.

Espèce plutôt thermophile et basophile, la Knautie des champs apprécie les prairies naturelles et les lisières et clairières forestières ainsi que les talus, les berges, les terrains vagues et les friches,.
La Knautie des champs est caractéristique des prairies naturelles équilibrées en eau et en matière organique végétale favorables au pâturage des vaches laitières et participe aux qualités gustative des fromages. Elle fait partie des prairies de fauche de la directive Habitats.
Cette espèce est présente sur l'ensemble de l'Eurasie. En France, elle est présente du niveau de la mer à 1 900 m d'altitude.

## Statuts de protection, menaces
L'espèce n'est pas encore évaluée à l'échelle mondiale et européenne par l'UICN. En France elle est classée comme non préoccupante .

## Interactions écologiques
La chenille du papillon de nuit Adèle de la scabieuse se nourrit des capitules de la Knautie des champs de même que celles du Tortricidae Cochylis flaviciliana et du  Pterophoridae Stenoptilia bipunctidactyla. Les chenilles des papillons de la famille des Tortricidae Endothenia oblonganan, Agapeta zoegana, Aethes hartmanniana et Selenodes karelica sont spécialisées dans les racines. Quant aux larves des coléoptères de la famille des Cerambycidae, Agapanthia violacea, Agapanthia intermedia et Agapanthia suturalis, ce sont les tiges qu'elles apprécient.
Les mouches de la famille des Cécidomyies Jaapiella knautiae et Contarinia dipsacearum provoquent des galles sur les feuilles en les gonflant pour la première ou sur les boutons floraux qui paraissent alors fermés pour la deuxième. L'acarien Aceria squalida provoque un gonflement anarchique et hérissé de poils des feuilles alors que la cochenille Planchonia arabidis provoque une déformation de la tige.

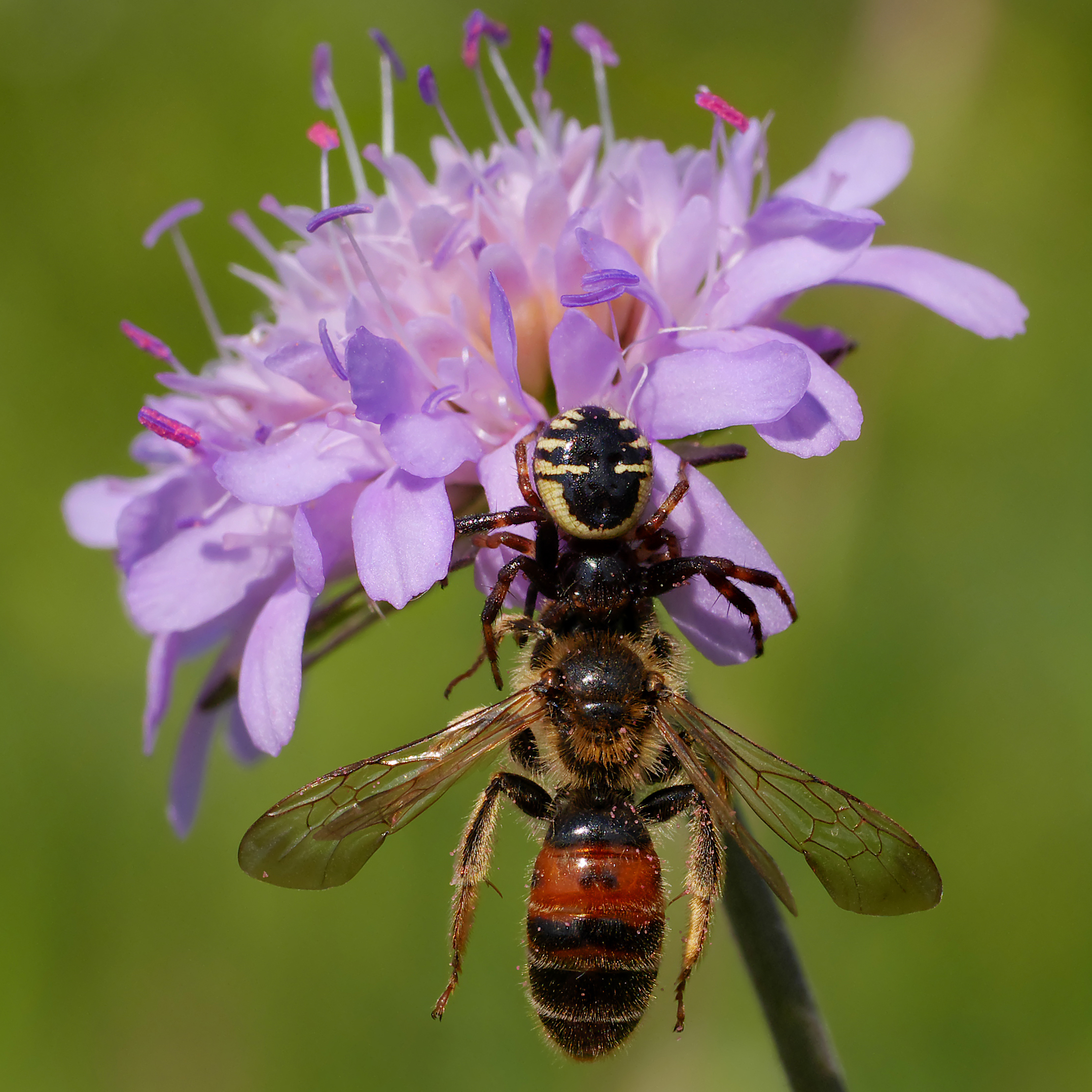
Synema globosum et  Andrena hattorfiana
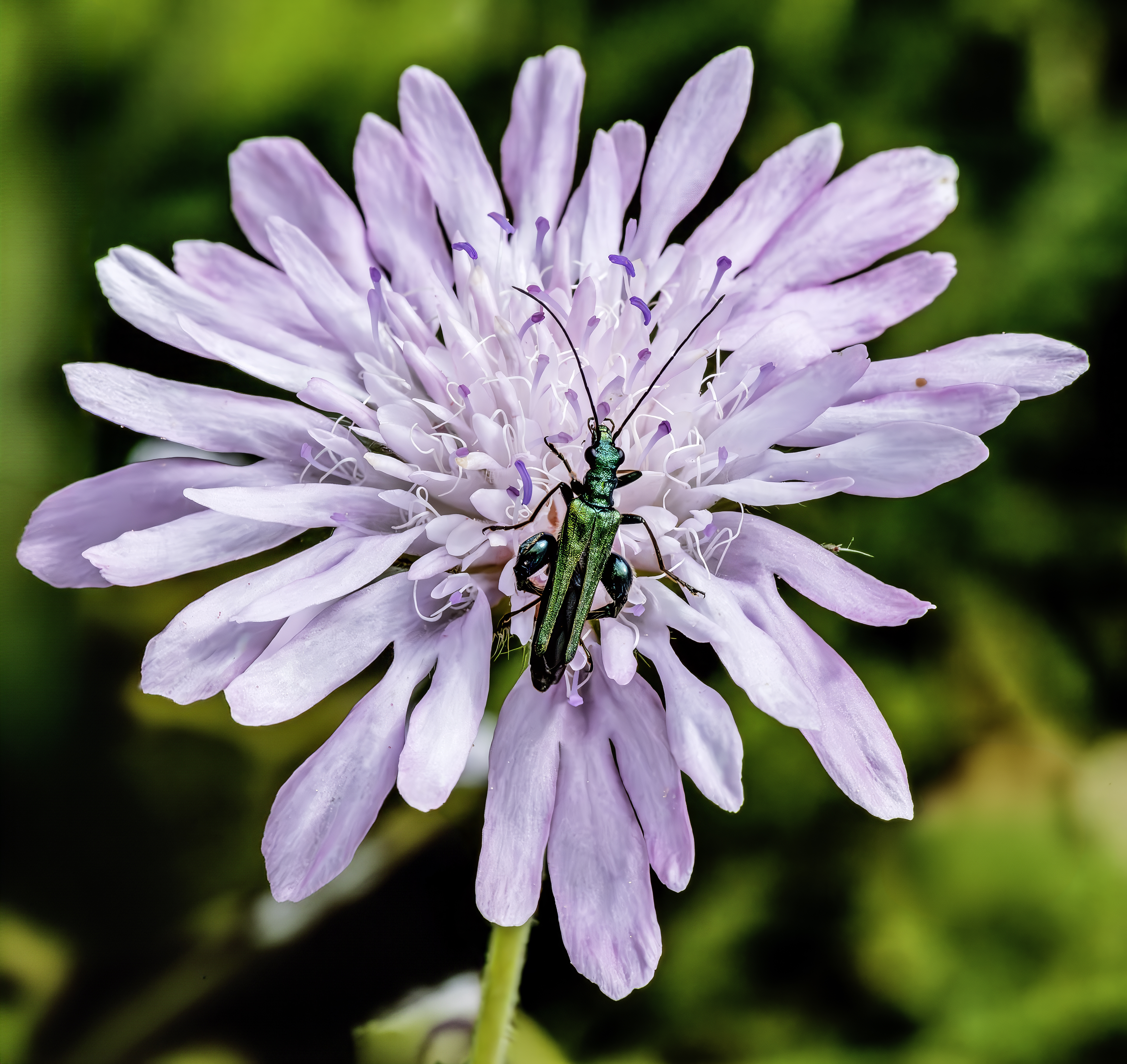
Oedemera nobilis male
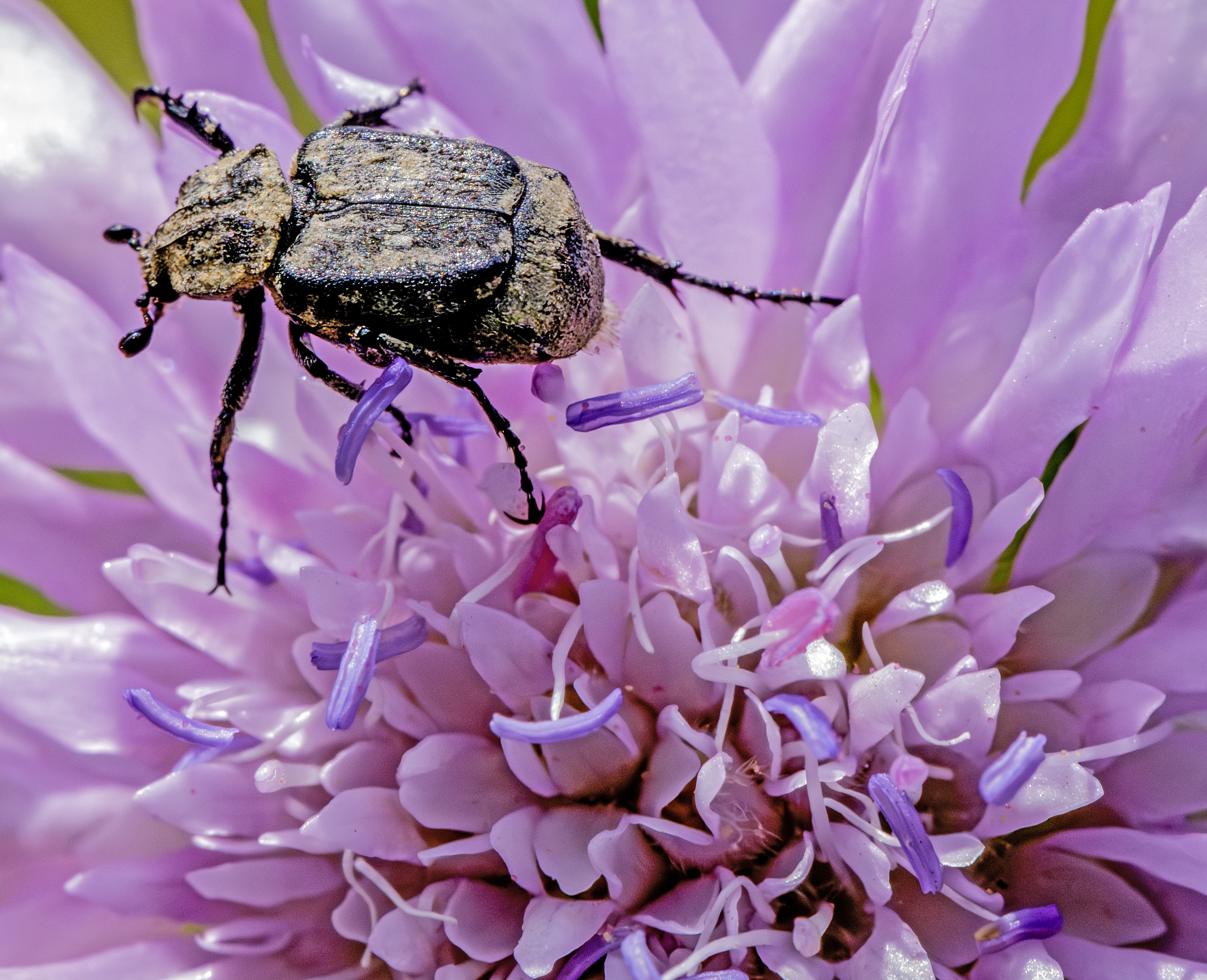
Valgus hemipterus
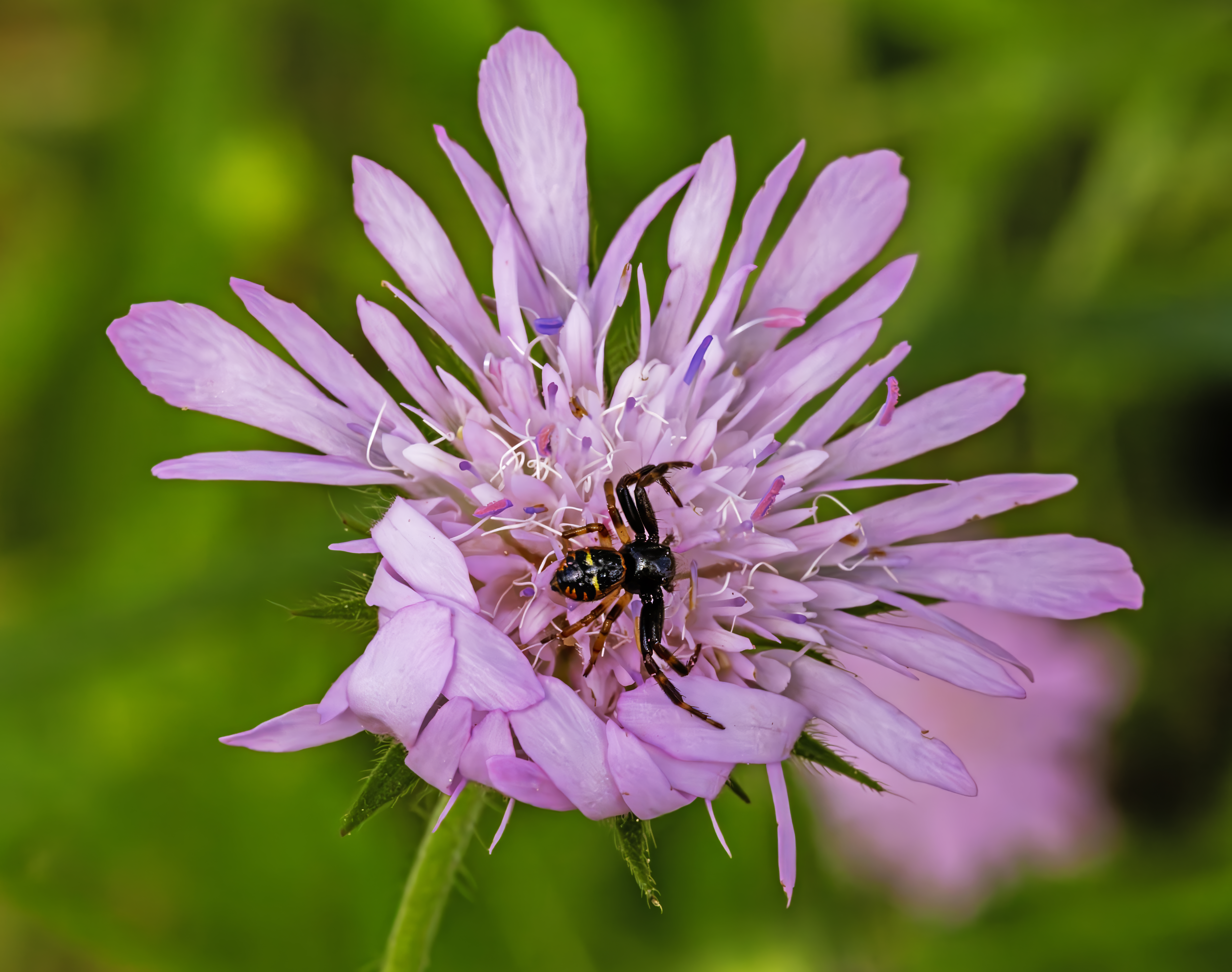
Synema globosum devant son nid

Les microchampignons Microbotryum scabiosae et dans une moindre mesure Microbotryum flosculorum, provoquent la maladie cryptogamique du charbon des anthères sur la Knautie des champs. Ils prennent son contrôle et transforment ses étamines pour qu'elles produisent des spores en lieu et place du pollen. Ils utilisent ainsi les pollinisateurs de la Knautie afin de diffuser leurs propres spores et infecter de nouvelles plantes,. Les microchampignons Erysiphales Erysiphe knautiae et Podosphaera dipsacacearum provoquent la maladie cryptogamique de l'oïdium sur les feuilles, alors que le Peronosporales Peronospora knautiae provoque une forme de mildiou.

## Liste des taxons de rang inférieur
Liste des sous-espèces selon GBIF (9 décembre 2021) :
- Knautia arvensis subsp. arvensis
- Knautia arvensis subsp. pannonica (Heuff.) O.Schwarz
- Knautia arvensis subsp. rosea (Baumg.) Soó
- Knautia arvensis var. arvensis
- Knautia arvensis var. integrifolia Coult.

## Synonymie
Knautia arvensis a pour synonymes :
- Knautia arvensis subsp. pratensis Rouy, 1903
- Knautia arvensis var. budensis (Simonk.) Szabó
- Knautia collina var. meridionalis Briq.
- Knautia dumetorum var. breindlinii Beck
- Scabiosa arvensis var. integrifolia Becker
- Scabiosa arvensis var. rosea Baumgartner
- Scabiosa collina F.W.Schmidt
- Scabiosa hybrida Bouch.
- Scabiosa mixta De Not.
- Scabiosa mollis Schleich.
- Scabiosia arvensis Linnaeus
- Succisa sylvatica Walther, 1802
- Trichera arvensis (L.) Schrad. ex Roem. & Schult.
- Trichera arvensis var. stricta Roem. & Schult.